# Liste von Panzerbefehlswagen gemäß den Kennblättern fremden Geräts D 50/12

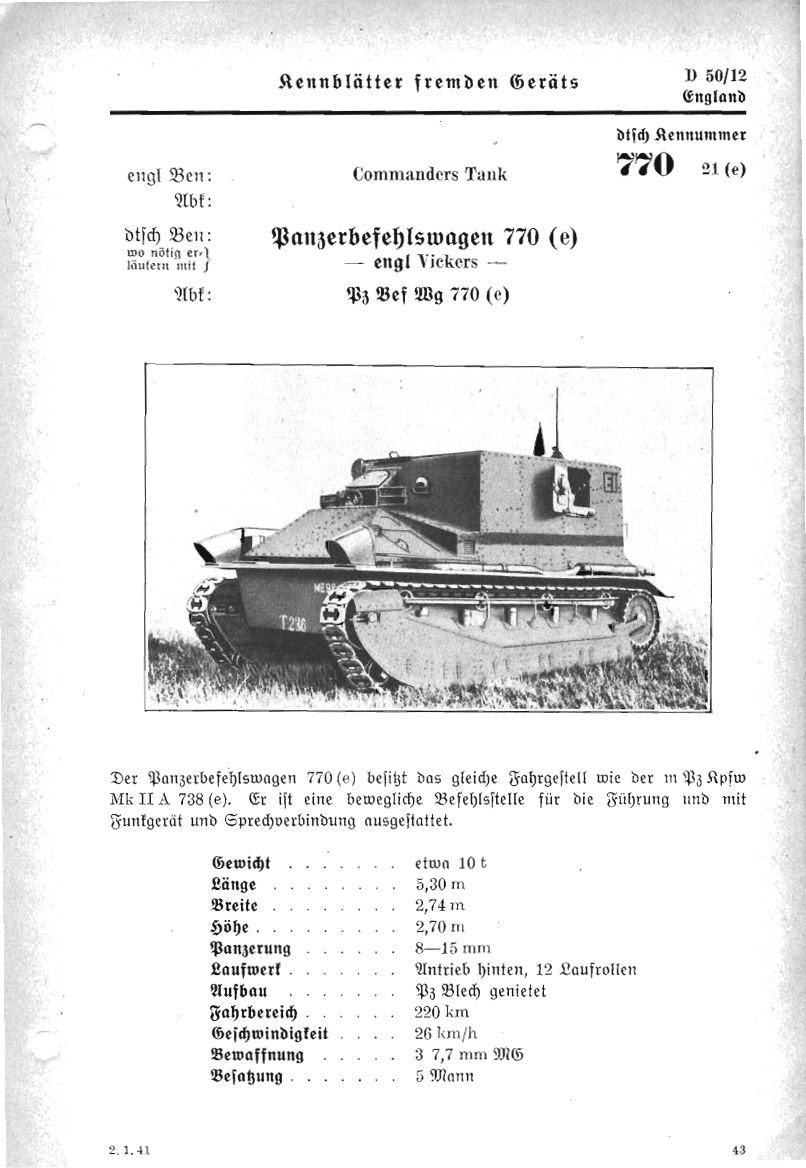
Kennblattbeispiel zu
D 50/12 Nr 770 21 (e)

In dieser Liste von Panzerbefehlswagen gemäß den Kennblättern fremden Geräts D 50/12 werden Fremdgeräte vom Typ Panzerbefehlswagen aufgeführt, die vom Heereswaffenamt verzeichnet wurden.
Nachfolgend ein Überblick/Auszug zur offiziellen Dokumentation Kennblätter fremden Geräts D 50/12: Kraftfahrzeuge.

## Hinweise zur Liste
Aufbau der Tabelle
Untenstehende Tabelle führt folgenden Spalteninhalte:
- dtsch. Kennnr. (deutsche Kenn-Nummer), dies entspricht dem Originalindex in den Kopfzeilen der Kennblätter mit Kennnummer, Stoffgebietenummer und Beutezeichen.
- Abk. dtsch. Ben. (Abkürzung deutsche Benennung), Originalbezeichnung entnommen aus der fünften Zeile der Kennblätter.
- Landesbez. nach HWA (Heereswaffenamt), Originalangaben entnommen aus der ersten Zeile der Kennblätter.
- (Wikipedia-Artikel) Link zum Wikipedia-Artikel in runden Klammern in der zweiten Zeile unter Landesbez. nach HWA.
- Bild, eine Bildauswahl aus Wikipedia für dieses Objekt.
- Bemerkungen, Originalangaben entnommen aus den erweiterten Angaben der Kennblätter.

 Info: Die in der Tabelle angegebenen Originaleinträge sollen nicht geändert werden, weil diese den Angaben aus den Kennblättern entsprechen. Nach neuerem Forschungsstand sind teilweise Errata in den Kennblättern erkannt worden. Diese werden unten im Abschnitt Anmerkungen jeweils zur Kenn-Nummer erläutert. Die Wikilinks in den runden Klammern sollten das Lemma der entsprechenden Artikel in Wikipedia enthalten.

## Tabellarische Übersicht
| dtsch. Kennnr. | Abk. dtsch. Ben.    | Landesbez.nach HWA (Wikipedia-Artikel)              | Bild | Bemerkungen                                                                                           |
| -------------- | ------------------- | --------------------------------------------------- | ---- | --- |
| 770 21 (e)     | Pz Bef Wg 770 (e)   | Commanders Tank (Vickers Medium Mark II)            |      | besitzt das gleiche Fahrgestell wie der m Pz Kpfw Mk II A 738 (e), ist eine bewegliche Befehlsstelle  |
| 770 21 (f)     | Pz Bef Wg 770 (f)   | Voiture de commandement YS (AMR 35)                 |      | besitzt das gleiche Fahrgestell wie der Pz Sp Wg ZT I 702 (f)                                         |
| 770 21 (i)     | Pz Bef Wg 47/32 (i) | Carro Commando Compagnia Semoventi DA 47/32 (L6/40) |      | im Herbst 1941 in Dienst gestellt, besitzt gleiche Fahrgestell wie der Pz Kpfw L/6                    |
| 771 21 (i)     | Pz Bef Wg M 41 (i)  | Carro Commando Semoventi M 41 (M13/40)              |      | besitzt gleiche Fahrgestell wie Pz Kpfw M13-40, statt 7,5 cm nur zwei MG oder überschweres 13,2 mm MG |
| 772 21 (i)     | Pz Bef Wg M 42 (i)  | Carro Commando Semoventi M 42 (M15/42)              |      | besitzt gleiche Fahrgestell wie Pz Kpfw M15-42                                                        |